# لشی

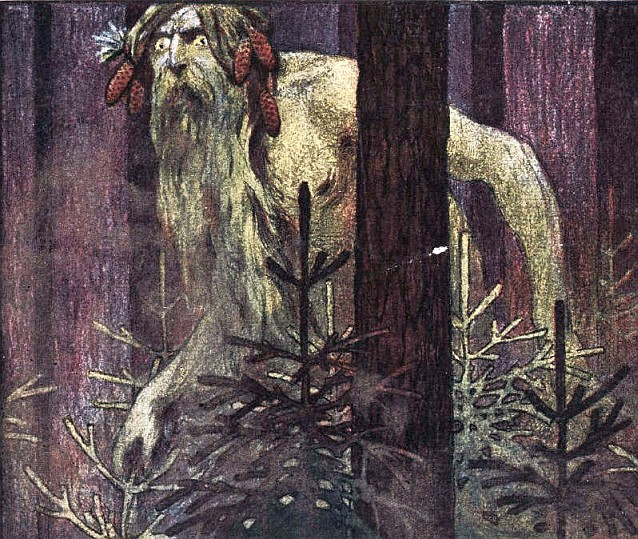
تصویری از لشی، ۱۹۰۶

لِشی (به روسی: Ле́ший) در اساطیر اسلاو، روح یا موجودی افسانه‌ای که حامی و نگهدارنده جنگل و حیوانات وحشی است. او از شوخی و فریب دادن افراد لذت می‌برد، هرچند زمانی که خشمگین باشد، اهداف او به خیانت می‌انجامند. او را ایزد جنگل می‌پنداشتند که سرور همهٔ گیاهان و جانوران بود و موفقیت یا شکست شکار را تعیین می‌کرد. او چماق بدست به بیان فرمانروایی خود بر جنگل می‌پرداخت. برخی معتقدند که او موجودی شیطانی است، اما برخی دیگر لِشی را موجودی خون گرم شبیه به فری می‌پندارند.

## خصوصیات و شکل ظاهری
او به ندرت دیده می‌شود و تنها صدایش را به صورت آواز، خنده، غرش ، زوزه و سوت می‌توان در جنگل شنید. زمانی که لشی مشاهده می‌شد، تشخیص او کار آسانی نبود، چون اغلب قیافه‌ای به شکل یک آدم بلند قد داشت. او ظاهری شبیه به یک انسان معمولی دارد و مثل آن‌ها لباس می‌پوشد. در واقع، او به شکل یکی از آشنایان قربانی مورد نظر خود در می‌آید تا نوعی احساس امنیت دروغین را به او القا کند. با وجود این، بعضی جزئیات ماهیت شیطانی او را آشکار می‌سازند: ممکن است دکمه‌های پیراهنش را عوضی ببندد؛ کفشی لنگه به لنگه به پا داشت؛ چشمانش به طرز عجیبی رنگ پریده یا حتی سفید و سبز باشد؛ خونی به رنگ آبی داشت که باعث می‌شد گونه‌هایش سایه‌ای آبی رنگ داشته باشند؛ یا ابروها، مژه و گوش راست نداشته باشد؛ همچنین فاقد سایه، ردپا، کلاه و کمربند است.
در جنگل‌های بومی متعلق به خود، لشی آن‌قدر بزرگ است که قدش از بلندترین درختان هم بلندتر است، اما زمانی که فراتر از این محدوده قدم بردارد، آن‌قدر کوچک می‌شود که پشت یک علف پنهان شود. اگر بیش از یک لشی در یک جنگل ساکن باشد، آن‌ها بر سر حقوق ارضی و تصرف قلمرو با یکدیگر به نزاع می‌پردازند که باعث بروز توفان‌های شدید و شکستن درختان می‌شوند. او ریش و موهایی از جنس علف داشت و گاهی اوقات دارای پیکری پشمالو، دم، سم‌هایی چنگال‌دار و شاخ به تصویر کشیده می‌شد. لِشی توانایی دگرپیکری به هر شکل، حیوانات یا گیاهانی که در جنگل زندگی می‌کنند را داشت، بخصوص می‌توانست به شکل خرس یا گرگ کاکستری در آید، زیرا تصویر بر این است که با این دو حیوان رابطهٔ نزدیکی دارد.
اگر فردی با یک لشی دوست می‌شد، در نهایت به آن‌ها اسرار سحر و جادو را آموزش می‌داد. کشاورزان و چوپانان با لشی عهد و پیمان می‌بستند تا از محصولات و گوسفندهای خود محافظت کنند. یکی از ویژگی‌های رفتاری لشی بیش از سایر خصوصیات او با ماهیت پیش‌بینی‌ناپذیر جنگل ارتباط داشت و دهقانان از آن بسیار واهمه داشتند. این ویژگی توانایی به بیراهه بردن آدم‌ها و حیوانات و تغییر علایم راه‌ها و کورکردن مسیرها بود. وی با این کار آدم‌ها را وادار می‌کرد آن قدر به دور خود بچرخند که از خستگی و گرسنگی از پا در آیند یا در یک آبکند یا مرداب سقوط کنند. برای پیدا کردن راه خروجی، افراد می‌بایست لباس‌های خود را پشت و رو بپوشند یا با خواندن دعا و ورد یا رسم علامت صلیب، خود را در مقابل لشی محفوظ بدارند. آن‌ها همچنین به مخفی کردن تبرهای هیزم‌شکنان معروف هستند.